# Tatort: Der Millenniumsmörder
Der Millenniumsmörder ist ein Fernsehfilm aus der Tatort-Krimireihe. Es ist der 3. Fall des Wiener Chefinspektor Moritz Eisner, alias Harald Krassnitzer. Der vom ORF produzierte Beitrag wurde am 30. Jänner 2000 im Ersten zum ersten Mal gesendet.
Bei diesem Fall müssen Eisner und sein Team in einer Mordserie ermitteln. Ein Wahnsinniger glaubt an das nahende Ende der Welt und versucht, mit Ritualmorden das Böse zu bekämpfen und die Menschheit vor der angeblich bevorstehenden Millenniumskatastrophe zu retten.

## Handlung
Chefinspektor Eisner und seine Teammitglieder Norbert Dobos und Suza Binder werden zu einem Einsatz gerufen. Ein Auto mit einer Leiche auf dem Fahrersitz brennt auf einem freien Feld ab. Um das Auto sind Zeichen in die Erde gegraben. Eisner bittet die Kollegen von Polizei und Feuerwehr um Diskretion, was die seltsamen Zeichen angeht. Um diese zu deuten, befragt Eisner den Nostradamus-Experten Arno Berger, der gerade ein entsprechendes Buch veröffentlicht hat. Dieser ist der Meinung, es könne sich um eine ritualhafte Inszenierung handeln, um dem angeblich bevorstehenden Weltuntergang entgegenzuwirken.
Der Tote war der Besitzer einer großen Peepshow in Wien. Bei der Obduktion findet die Rechtsmedizinerin Spuren eines Antidepressivums, das bei Überdosierung tödlich wirkt.
Somit kann es sich um einen Selbstmord handeln, um die Tat eines Psychopathen, aber auch um einen Mörder aus der Wiener Pornoszene, der dieses Szenario benutzt, um von seinem wirklichen Motiv abzulenken. Der Tote hatte Schulden bei dem Geschäftspartner Peter Leubner, der bei der Polizei bereits aktenkundig ist, aber auch Ärger mit seinem Videolieferanten Steiner. Als Leubner auf einer Endzeit-Veranstaltung gesehen wird und die Flucht ergreift, als er Eisner erblickt, macht er sich verdächtig und wird festgenommen. Nach seinen Angaben verkauft er den Apokalypseanhängern aber nur nicht ganz legale Waffen.
Plötzlich taucht ein Foto im Fernsehen und in der Zeitung auf, das offensichtlich vom Mörder selbst gemacht worden ist. Dieser kündigt weitere Zeichen. Kurz darauf wird der Firmenbesitzer Fritz Malik tot aufgefunden. Er ist ertrunken, doch auch hier findet sich in der Nähe ein Nostradamus-Zeichen, was Eisners Theorie eines Ritualmordes nährt. Die Elemente Feuer und Wasser sind damit bedient, was möglicherweise noch auf zwei zu erwartende Morde deutet. So begibt sich Norbert Dobos auf die Suche nach Informationen zu einer Prostituierten, die seit einiger Zeit als vermisst gemeldet ist. Von ihren Kolleginnen erfährt er, dass in letzter Zeit immer wieder ein junger Mann sie vor dem drohenden Weltuntergang warnen wollte. Renata Lang, Rechtsmedizinerin und Ex-Freundin von Eisner, begibt sich in die psychiatrische Klinik der Stadt, um nach Patienten zu fragen, die unter Endzeitängsten leiden. Dabei stößt sie auf Michael Novotny, der mit solchen Wahnvorstellungen in Behandlung ist.
Unterdessen suchen Eisner und Suza Binder im Krankenhaus den Video-Händler Steiner auf. Der ist offensichtlich einem Anschlag entkommen und auf seiner Flucht von einem Auto angefahren worden. Der weist die Polizisten auf einen Novotny hin.
Die Polizei stürmt den Wohnsitz von Michael Novotny, der sich in einem Bunker versteckt hat. Er erschießt sich, als Eisner sich ihm nähert.
Michael Novotny ist der Sohn von Ernst Novotny, einem ehemaligen Angestellten Steiners. Eisner vermutet, dass der Vater mit seinen Taten das Böse in der Welt auszurotten versucht: In diesem Fall gewerblicher Sex und die Leute, die damit zu tun haben. Unerwartet erscheint Ernst Novotny in der Pathologie und entführt Renata. Mit ihrem Handy ruft er Eisner an und kündigt seine vierte Tat an, die nun, nachdem Steiner ihm entkommen ist, etwas anders verlaufen wird, als er es eigentlich geplant hat. Auch Eisner soll spüren, wie es ist, einen geliebten Menschen zu verlieren. Doch Eisner gelingt es, Renata zu retten, bevor sie zur Gänze in einem Erdloch verschüttet wird. Auf der Suche nach ihr findet er vorher im Wald die dritte Leiche, die Novotny mittels einer Plastiktüte erstickt hatte. Auch den wahnsinnigen Novotny kann er letztlich stellen und verhaften.

## Hintergrund
Die Produktion erfolgte in Zusammenarbeit mit dem Schweizer Fernsehen.

## Rezeption

### Einschaltquoten
7,67 Millionen Zuschauer sahen die Folge Der Millenniumsmörder in Deutschland bei ihrer Erstausstrahlung am 30. Januar 2000, was einem Marktanteil von 20,05 % entsprach. Bei der tatort-blog.de Rangliste erreicht die Episode Platz 487 von 905.

### Kritiken
TV-Spielfilm beurteilt diese Tatortepisode als: „Für dieses Kripo-Team etwas enttäuschend“.